# 钦托埃乌加内奥
钦托埃乌加内奥（義大利語：Cinto Euganeo），是意大利威尼托大区帕多瓦省的一个市镇。总面积19.7平方公里，人口2063人，人口密度104.7人/平方公里（2009年）。国家统计（ISTAT）代码为028031。